# Севастократор Калоян
Севастократоров Калоян — болгарський феодальний володар, який мав найвищий титул севастократоров. Керував областю Средеца в 13 столітті.
Калоян міг бути внуком царя Івана Асеня I (1189–1196) через його молодшого сина севастократоров Олександра, так як він згадується як кузен царя Костянтина I Тиха (1257–1277); однак, його ставлення до царської родини могло бути тільки титулярним. Калоян опонент провізантійской політики царя Михайла Асеня I (1246–1256), брав участь в опозиції йому.
Севастократор Калоян найбільше відомий як головний ктитор Боянської церкви, середньовічного православного храму в Бояні біля Софії. Напис 1259 року в церкві описує роль Калояна в її спорудженні. Церква прикрашена портретами титаря Калояна і його дружини Десіслави.
Існує також припущення, що Калоян перебудував палац римського імператора Костянтина I в Софії і використовував його як свою міську резиденцію. Дві інші невеликі церкви в Софії, Св. Петки Старої і Св. Миколи, також приписують його ктиторству. Церква Св. Петки вмонтована у модерністичний будинок 1930-х років — Місце єпископа Софії.